# El Sardinero
El Sardinero är en ort i Mexiko.   Den ligger i kommunen El Barrio de la Soledad och delstaten Oaxaca, i den sydöstra delen av landet, 500 km sydost om huvudstaden Mexico City. El Sardinero ligger 179 meter över havet och antalet invånare är 141.
Terrängen runt El Sardinero är platt åt nordost, men åt sydväst är den kuperad. El Sardinero ligger nere i en dal. Runt El Sardinero är det glesbefolkat, med 20 invånare per kvadratkilometer. Närmaste större samhälle är Matías Romero, 10,9 km norr om El Sardinero. Omgivningarna runt El Sardinero är en mosaik av jordbruksmark och naturlig växtlighet.